# 神聖同盟

神聖同盟の原加盟国（国境は1840年時点）
----
オーストリア帝国
プロイセン王国
ロシア帝国

神聖同盟（しんせいどうめい、露: Священный союз、独: Heilige Allianz、英: Holy Alliance）は、ロシア皇帝のアレクサンドル1世の提唱で1815年9月26日に結成されたロシア帝国、オーストリア帝国、プロイセン王国間の同盟。ウィーン体制下における君主間の盟約であり、具体的な政治的・外交的拘束があったわけではない。もっともスイスと教皇庁の傭兵契約は即時再開されることに決まった。
1815年にナポレオン戦争が終結すると、ロシア皇帝アレクサンドル1世は、オーストリア皇帝、プロイセン国王との間で神聖同盟を発足させた。11月19日にはフランスが加入、のちにローマ教皇・オスマン帝国皇帝・イギリス王を除く全ヨーロッパの君主が加わった。これはキリスト教的な正義・隣人愛の精神に基づく君主間の盟約であり、各国を具体的に拘束する内容があったわけではなかった（軍事同盟である四国同盟、のちの五国同盟とは異なるものである）。神聖同盟諸国は、オーストリア帝国の政治家メッテルニヒの主導で、ウィーン体制下で諸国民の春など各地における自由主義・ナショナリズムの抑圧を図っていくが、国内で自由主義的風潮が高まっていたイギリスがラテンアメリカの独立を支持し、結局は独立を実現するなど、その思惑・方針がウィーン体制下で貫徹されたわけではなかった。